# Kušanšah
Kušanšah (baktrijsko KΟÞANΟ ÞAΟ, Košano Šao, pahlavi Kwšan MLK, Kušan Malik) je bil naslov vladarjev Kušano-Sasanidskega kraljestva, ki je obsegalo dele bivšega Kušanskega cesarstva na ozemljih Sogdije, Baktrije in Gandare, ki so se imenovali Kušanšahr. V 3. in 4. stoletju n. št. je bil Kušanšahr pod nadvlado Sasanidskega cesarstva.
Kušanšahi so kovali svoj denar, na katerem so se naslavljali s "kralj Kušana". Vladali so do leta 360 n. št. Znani so predvsem preko svojih kovancev.
Hormizd I. Kušanšah (vladal 275-300), ki se je uprl Bahramu I. (vladal 271-274) se je na kovancih naslavljal kušanšahanšah – kralj kraljev Kušana (baktrijsko KΟÞANΟ ÞAΟNΟNΟ ÞAΟ).
Naslov je prvič potrjen v Paikulskem napisu sasanidskega šaha Narseha iz okoli leta 293 kot naslov guvernerja vzhodnega dela Sasanidskega cesarstva. Naslov je kot zadnja uporabljala Kidaritska dinastija.

## Pomembni kušanšahi
Pomembni so bili naslednji kušanšahi:
- Ardašir I. Kušanšah (230–245)
- Peroz I. Kušanšah (245–275)
- Hormizd I. Kušanšah (275–300)
- Hormizd II. Kušanšah (300–303)
- Peroz II. Kušanšah (303–330)
- Varahran I. Kušanšah (330-365)